# Consolidated PB4Y
Die Consolidated PB4Y Privateer war ein viermotoriger Seefernaufklärer und Patrouillenbomber des US-amerikanischen Herstellers Consolidated Aircraft (ab 1943 Consolidated Vultee Aircraft Corporation), der im Zweiten Weltkrieg und zu Beginn des Kalten Krieges eingesetzt wurde.

## PB4Y-1 Liberator
Im Jahr 1942 hatte die United States Navy erkannt, dass Wasserflugzeuge nur bedingt den Anforderungen für Seefernaufklärer genügten. Man suchte daher nach einem in Produktion befindlichen Langstreckenbomber, der für diese Aufgabe geeignet war. Sowohl die Royal Air Force als auch die United States Army Air Forces nutzten bereits die Consolidated B-24 Liberator in dieser Rolle. Am 7. Juli 1942 unterzeichneten US Navy und USAAF ein Abkommen, das der Marine einen Anteil der B-24-Lieferungen garantierte. Bereits einen Monat später wurden die ersten B-24D an die US Navy übergeben. Im August 1943 schließlich löste die USAAF ihr „Anti-Submarine Command“ (U-Boot-Abwehr-Kommando) auf und übergab alle dort eingesetzten B-24 an die USN. Insgesamt erhielt die Marine 977 Liberator der Baureihen B-24D/G/J/M, die alle als PB4Y-1 Liberator bezeichnet wurden.

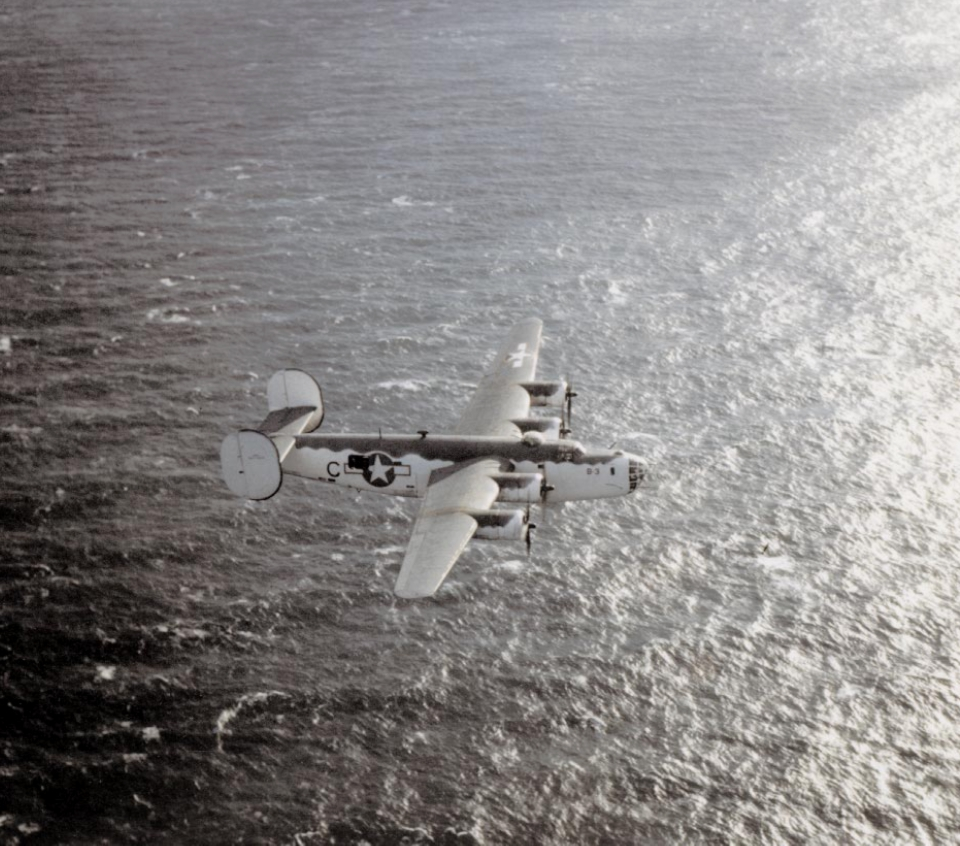
Eine PB4Y-1 1943 über dem Atlantik

Neben der Seeraumüberwachung wurde die PB4Y-1 auch zu Sondereinsätzen als fliegende Bombe in Europa herangezogen. Dazu wurden zwei Maschinen mit einer Fernsehkamera in der Nase und einer Fernsteuerung ausgerüstet sowie mit etwa 11.000 kg Sprengstoff beladen. Zwei Piloten mussten eine Maschine manuell starten und dann später mit dem Fallschirm abspringen, bevor das Flugzeug von einem Lenkflugzeug des Typs PV-1 Ventura in das Ziel gesteuert wurde. Der erste Einsatz sollte am 12. August 1944 gegen deutsche V-2-Raketenstellungen in Frankreich erfolgen (Projekt „Anvil“). Jedoch explodierte die Maschine 20 Minuten nach dem Start, wobei die beiden Piloten (Lt. Joseph P. Kennedy, jr., Bruder von John F. Kennedy, und Lt. Wilford J. Willy) ums Leben kamen. Der Einsatz der zweiten PB4Y-1 verlief hingegen erfolgreich, als am 3. September 1944 der Flugplatz auf Helgoland angegriffen wurde.
Bis 1952 wurden bei den Aufklärungsstaffeln VJ-61 und VJ-62 als Aufklärer umgebaute PB4Y-1P eingesetzt.

## PB4Y-2 Privateer
Trotz der Erfolge der PB4Y-1 in der Atlantikschlacht und im Pazifikkrieg wünschte sich die US Navy eine mehr auf ihre Bedürfnisse zugeschnittene Version der B-24. Der Rumpf wurde um 1,57 m verlängert und das Flugzeug erhielt ein neues Heckleitwerk. Zur Verbesserung der Flugleistungen der B-24 hatte die Ford Motor Company, welche die Liberator in Lizenz baute, eine B-24D mit dem Heck einer Douglas B-23 versehen. Diese „XB-24K“ hatte bessere Flugeigenschaften als die B-24D, jedoch sah man aus Kosten- und Zeitgründen von einer Übernahme der Konstruktion in die Serienproduktion ab. Ein späterer Serienbau einer verbesserten B-24N unterblieb durch das Kriegsende in Europa. Die US Navy jedoch übernahm die Konstruktion als PB4Y-2 Privateer.

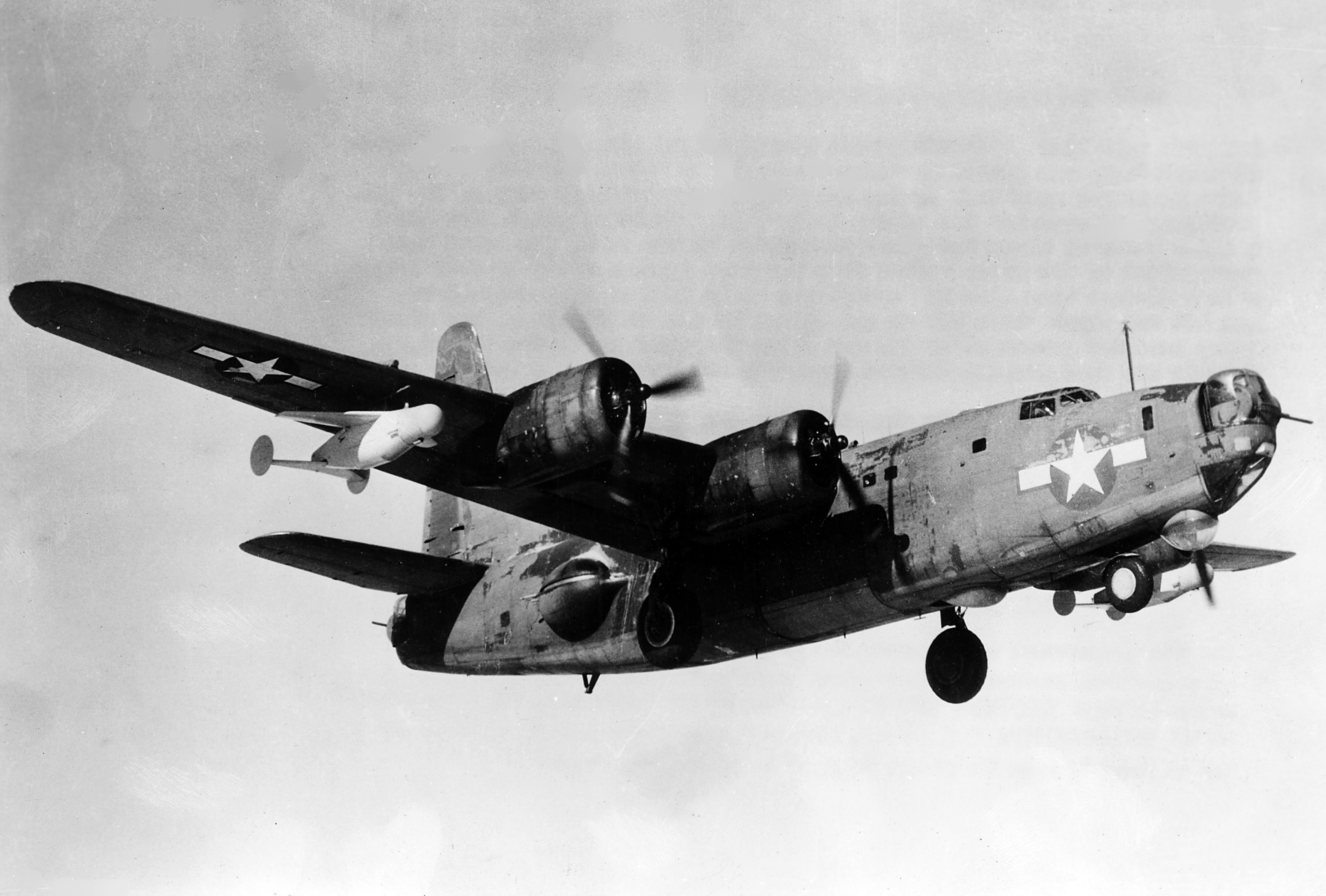
PB4Y-2B mit Bat-Gleitbomben

Die PB4Y-2 besaß eine geänderte Bewaffnung. Der kugelförmige Kampfstand an der Rumpfunterseite entfiel, dafür waren zwei Drehtürme auf der Rumpfoberseite sowie zwei Rumpfseitenstände vorhanden. Weiterhin gab es je einen Drehturm im Bug und im Heck, so dass insgesamt zwölf 12,7-mm-MG vorhanden waren. Im vorderen Rumpfsegment fanden verschiedene Radarantennen zur Seeraumüberwachung Platz. Als Antrieb dienten 14-Zylinder-Doppelsternmotoren Pratt & Whitney R-1830-94 Twin Wasp, die allerdings keinen Turbolader mehr besaßen, da die Flugzeuge meist in geringer Höhe operierten.
Der Prototyp flog erstmals am 20. September 1943. Es wurden insgesamt 736 „Privateer“ gebaut. Ab 1951 bezeichnete die US Navy die Privateer als P4Y-2, ab 1962 als P-4. Die PB4Y-2 war das erste Flugzeug der US Navy, das radargelenkte ASM-N-2-Bat-Gleitbomben einsetzte. Der einzige Einsatz erfolgte am 23. April 1945 gegen japanische Schiffe im Hafen von Balikpapan auf Borneo.
Die Patrouillenstaffeln der US Navy flogen die P4Y-2 bis 1954. Dabei wurde eine Maschine der Staffel VP-26 nach ihrem Start in Wiesbaden am 8. April 1950 von sowjetischen Lawotschkin-La-11-Jagdflugzeugen über der Ostsee nahe der lettischen Küste bei Liepāja abgeschossen. Die zehn Besatzungsmitglieder sind seitdem vermisst. Am 20. September und 23. November 1952 wurden zwei weitere P4Y-2 vor der Küste Chinas angegriffen, konnten jedoch zu ihren Basen zurückkehren. Die letzten von der US Navy geflogenen Privateer waren P4Y-2K-Zielflugzeuge, die bis Anfang der 1960er-Jahre flogen.
Die United States Coast Guard erhielt 1944 vier PB4Y-1G und 1946 elf PB4Y-2G, wobei letztere bis 1958 eingesetzt wurden.

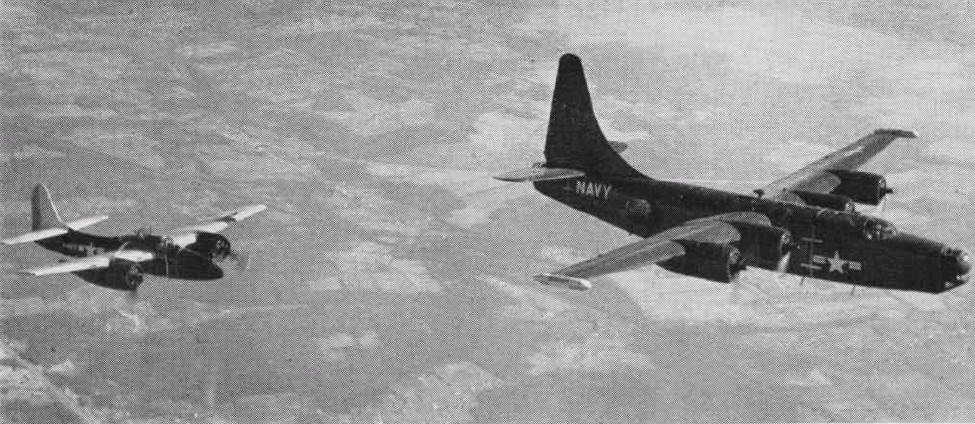
P4Y-2K mit F7F-3D-Lenkflugzeug

1950 erhielt Frankreich 22 PB4Y-2S, die von den Marinestaffeln („Flottille“) 6F, 8F und 28F von Tan Son Nhut aus im Indochinakrieg eingesetzt wurden. Bis 1954 gingen vier Maschinen verloren und sechs wurden an die USA zurückgegeben. Die restlichen wurden unter anderem im Algerienkrieg und während der Sueskrise 1956 eingesetzt, bis sie 1961 durch die Lockheed P-2 ersetzt wurden.
Taiwan erhielt von 1952 bis 1956 38 P4Y-2, die bis 1961 eingesetzt wurden. Eine wurde 1961 bei einem Einsatz über Burma abgeschossen.
Honduras schließlich nutzte drei als Transporter umgebaute P4Y-2 bis Anfang der 1970er-Jahre und bis heute sind einige zivil genutzte Privateer als Feuerlöschflugzeuge im Einsatz.

## Varianten

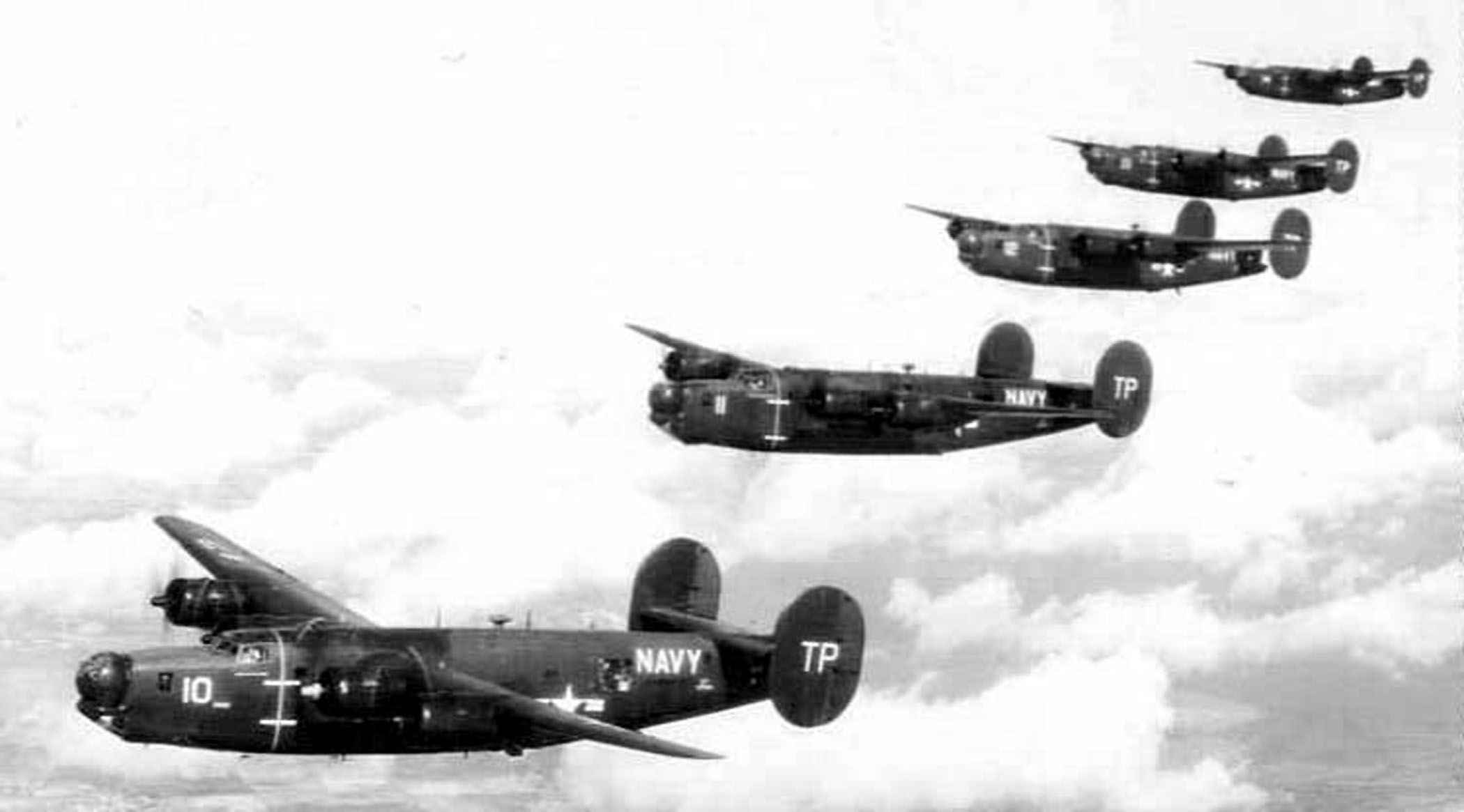
P4Y-1P der Staffel VJ-62

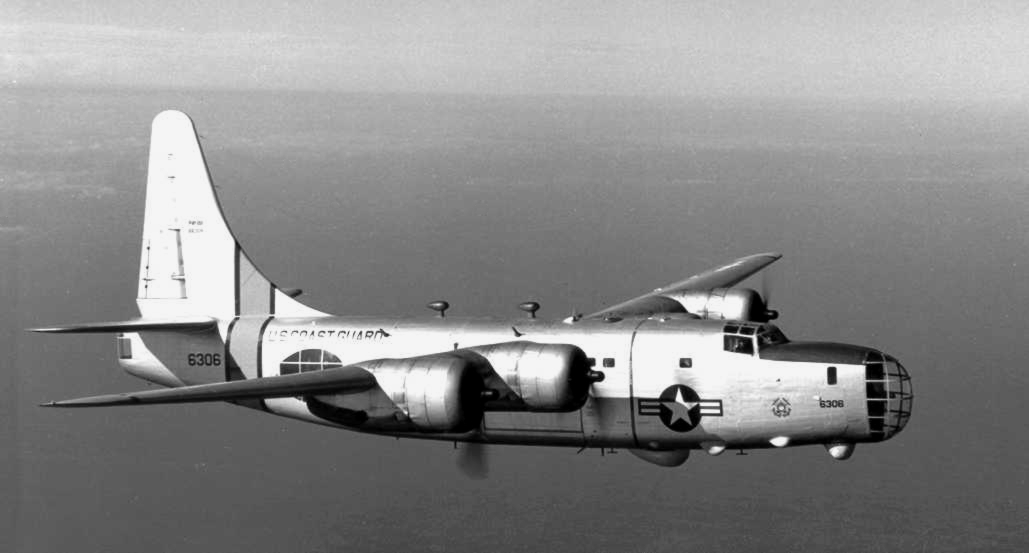
PB4Y-2G Privateer der US Coast Guard

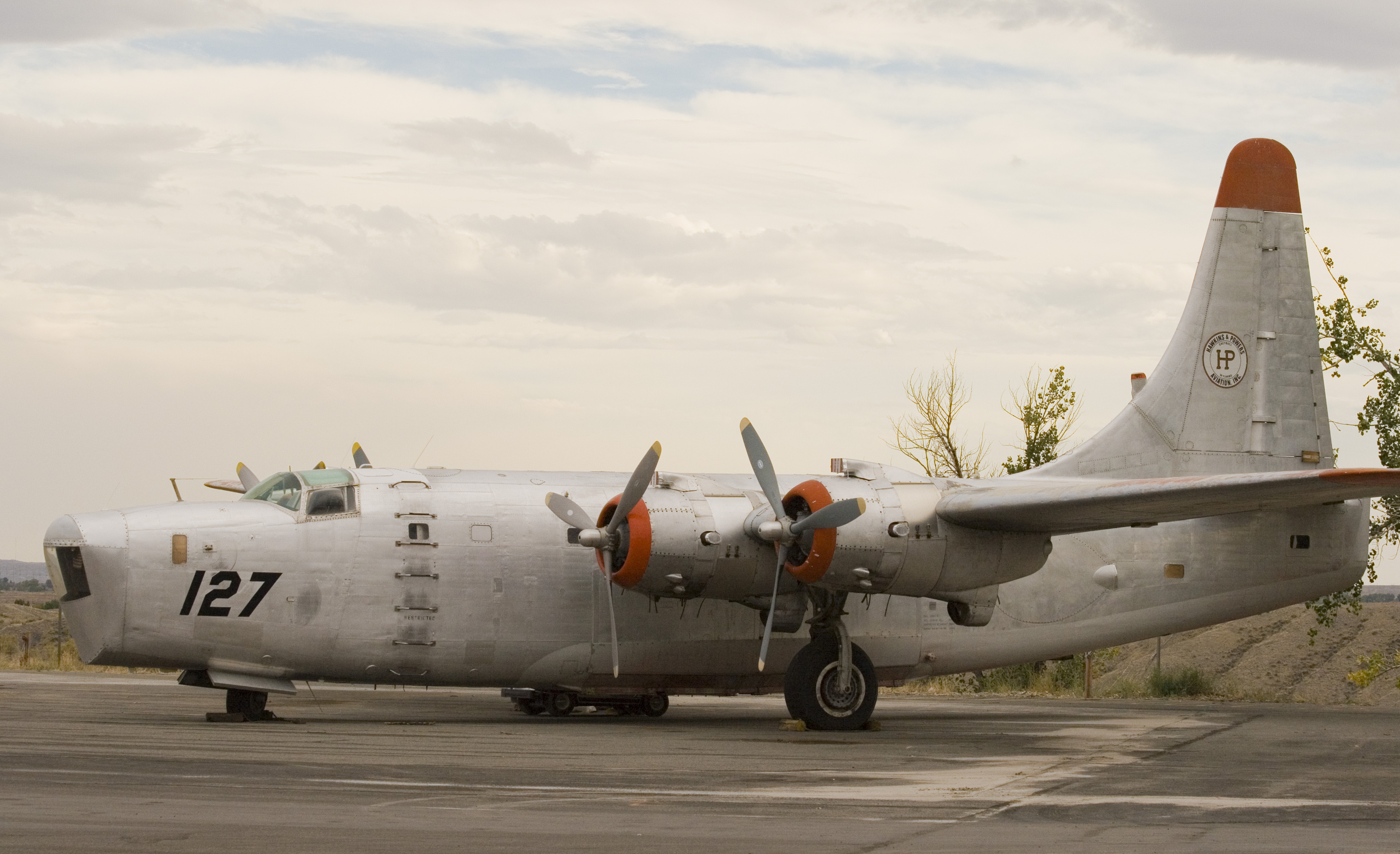
Privateer-Feuerlöschflugzeug 2007

PB4Y-1Bezeichnung für 977 an die U.S. Navy gelieferte B-24D/G/J/M.
PB4Y-1Gvier 1944 an die U.S. Coast Guard gelieferte PB4Y-1.
PB4Y-1Pzu Aufklärungsflugzeugen umgebaute PB4Y-1.
XPB4Y-2drei B-24, die mit verlängertem Rumpf, einfachem Seitenleitwerk und R-1830-94-Motoren ausgerüstet wurden.
PB4Y-2Serienversion der XPB4Y-2, 736 gebaut (ab 1951 wurden alle PB4Y als P4Y bezeichnet).
PB4Y-2BPB4Y-2, die mit Radar-gelenkten ASM-N-2-Bat-Gleitbomben ausgerüstet werden konnten.
PB4Y-2Gelf als unbewaffnete Seenotrettungsflugzeuge umgebaute PB4Y-2.
PB4Y-2Kals unbemannte Zieldarstellungsflugzeuge umgebaute PB4Y-2 (ab 1951 P4Y-2K, ab 1962 QP-4B).
PB4Y-2Mals Wettererkundungsflugzeuge umgebaute PB4Y-2.
PB4Y-2SPB4Y-2 mit speziellem Radar zur U-Boot-Jagd.
RY-1drei C-87A (Transportversion der B-24) der U.S. Navy.
RY-2fünf C-87 der U.S. Navy.
RY-3Transportvariante der PB4Y-2, 39 gebaut.

## Technische Daten

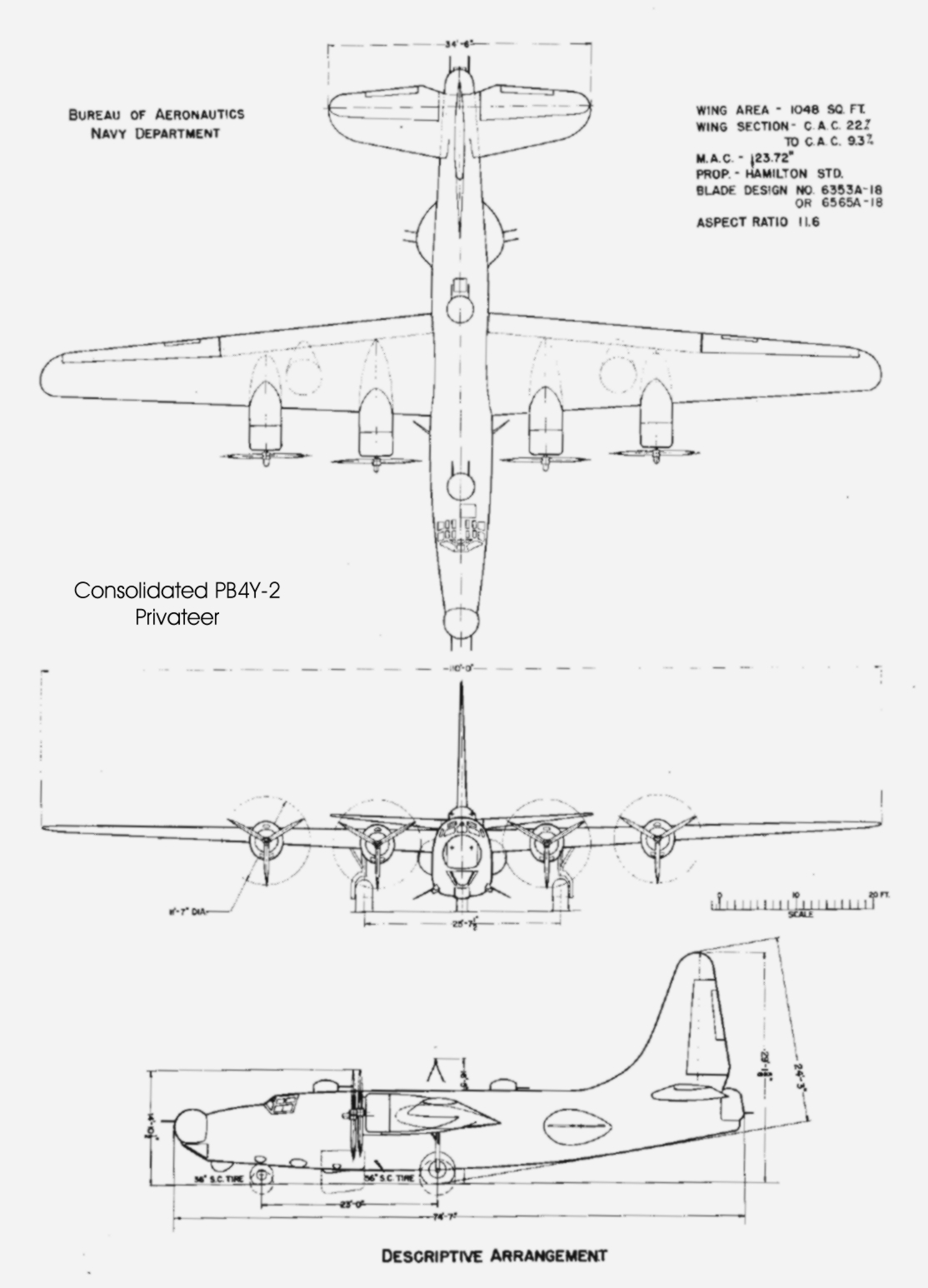
Dreiseitenriss der PB4Y-2

| Kenngröße             | PB4Y-1                                                                                   | PB4Y-2                                                                         |
| --------------------- | ---------------------------------------------------------------------------------------- | ------------------------------------------------------------------------------ |
| Länge                 | 21,16 m                                                                                  | 22,73 m                                                                        |
| Spannweite            | 33,53 m                                                                                  | 33,53 m                                                                        |
| Höhe                  | 5,49 m                                                                                   | 9,17 m                                                                         |
| Flügelfläche          | 97,40 m²                                                                                 | 97,36 m²                                                                       |
| Flügelstreckung       | 11,5                                                                                     | 11,5                                                                           |
| max. Startmasse       | 29.500 kg                                                                                | 29.500 kg                                                                      |
| Leermasse             | 17.250 kg                                                                                | 17.000 kg                                                                      |
| Höchstgeschwindigkeit | 480 km/h in 9.150 m Höhe                                                                 | 380 km/h                                                                       |
| max. Reichweite       | 3.360 km                                                                                 | 4.500 km                                                                       |
| Dienstgipfelhöhe      | 8.550 m                                                                                  | 6.300 m                                                                        |
| Antrieb               | vier Doppelsternmotoren Pratt & Whitney R-1830-65 Twin Wasp mit je 1.200 PS (ca. 880 kW) | vier Doppelsternmotoren Pratt & Whitney R-1830-94 mit je 1.350 PS (ca. 990 kW) |
| Bewaffnung            | zehn 12,7-mm-MG und bis zu 3.800 kg Bomben                                               | zwölf 12,7-mm-MG und bis zu 5.800 kg Bomben                                    |